# Martwa natura ze słodyczami
Martwa natura ze słodyczami (port. Natureza Morta com Doces e Barros) – jeden z obrazów cyklu przedstawiającego martwe natury z ciastkami, naczyniami i kwiatami, namalowany w 1676 roku przez portugalską artystkę barokową hiszpańskiego pochodzenia Josefę de Óbidos.
Obraz utrzymany jest w stylu barokowym. Jest przykładem bodegonu. Znajduje się w bibliotece miejskiej w Santarem w Portugalii.

## Opis obrazu
Obraz ma orientację poziomą. Kompozycja przedstawia bogaty wybór ciastek i innych słodkości umieszczonych w kunsztownych naczyniach ustawionych na stole w otoczeniu kwiatów. W części centralnej obrazu znajduje się srebrna cukiernica z wetkniętą weń złotą łyżeczką, co podkreśla zamożność domu. Uwagę zwraca użycie wielu odcieni bieli, bardzo charakterystyczne dla epoki baroku oraz dla tej artystki.

### Interpretacja
Wystawność serwowanego deseru znacznie przewyższała możliwości finansowe większości z ówczesnych mieszczan, jak również zapewne samej artystki. Uwiecznienie bogatego poczęstunku na płótnie mogło mieć sens alegoryczny odwołujący się do symboli i rytuałów chrześcijańskich i zakonnych. Motyw chleba, w tym wypadku ciasta, oraz srebrne naczynia mogą być kojarzone z uroczystą wieczerzą lub sprawowaniem Eucharystii.